# جایزه ژژر لوکولتر
جایزه ژژر لوکولتر یا جایزه افتخار به فیلمساز (انگلیسی: Jaeger-LeCoultre Glory to the Filmmaker Award) جایزه‌ای است که از ۲۰۰۶ هرساله با همکاری شرکت ژژر لوکولتر در حاشیه جشنواره فیلم ونیز برای تقدیر از دستاوردهای فیلم‌سازان اهدا می‌شود.

## دریافت‌کنندگان
| سال  | کارگردان         | ملیت      | منبع  |
| ---- | ---------------- | --------- | ----- |
| ۲۰۰۶ | تاکشی کیتانو     | ژاپنی     |       |
| ۲۰۰۷ | عباس کیارستمی    | ایرانی    |       |
| ۲۰۰۸ | انیس واردا       | فرانسوی   |       |
| ۲۰۰۹ | سیلوستر استالونه | آمریکایی  |       |
| ۲۰۱۰ | مانی راتنام      | هندی      |       |
| ۲۰۱۱ | آل پاچینو        | آمریکایی  | [ ۱ ] |
| ۲۰۱۲ | اسپایک لی        | آمریکایی  |       |
| ۲۰۱۳ | اتوره اسکولا     | ایتالیایی |       |
| ۲۰۱۴ | جیمز فرانکو      | آمریکایی  |       |
| ۲۰۱۵ | برایان دی پالما  | آمریکایی  |       |
| ۲۰۱۶ | امیر نادری       | ایرانی    | [ ۲ ] |
| ۲۰۱۷ | استیون فریرز     | بریتانایی | [ ۳ ] |
| ۲۰۱۸ | ژنگ ییمو         | چینی      | [ ۴ ] |
| ۲۰۱۹ | کوستا گاوراس     | یونانی    | [ ۵ ] |